# Orphulella elongata
Orphulella elongata är en insektsart som beskrevs av Bruner, L. 1911. Orphulella elongata ingår i släktet Orphulella och familjen gräshoppor. Inga underarter finns listade i Catalogue of Life.